# Мерсер Тауншип (округ Батлер, Пенсільванія)
Мерсер Тауншип (англ. Mercer Township) — селище (англ. township) в США, в окрузі Батлер штату Пенсільванія. Населення — 993 особи (2020).

## Демографія
Згідно з переписом 2010 року, у селищі мешкало 1100 осіб у 441 домогосподарстві у складі 313 родин. Було 492 помешкання
Расовий склад населення:
| - 98,9 % — білих - 0,4 % — чорних або афроамериканців - 0,3 % — азіатів |

До двох чи більше рас належало 0,5 %. Частка іспаномовних становила 0,1 % від усіх жителів.
За віковим діапазоном населення розподілялося таким чином: 22,3 % — особи молодші 18 років, 64,6 % — особи у віці 18—64 років, 13,1 % — особи у віці 65 років та старші. Медіана віку мешканця становила 41,9 року. На 100 осіб жіночої статі у селищі припадало 105,6 чоловіків;  на 100 жінок у віці від 18 років та старших — 103,6 чоловіків також старших 18 років.
Середній дохід на одне домашнє господарство  становив 57 000 доларів США (медіана — 46 125), а середній дохід на одну сім'ю — 66 192 долари (медіана — 51 667). Медіана доходів становила 41 534 долари для чоловіків та 35 875 доларів для жінок. За межею бідності перебувало 11,8 % осіб, у тому числі 3,7 % дітей у віці до 18 років та 3,6 % осіб у віці 65 років та старших.
Цивільне працевлаштоване населення становило 537 осіб. Основні галузі зайнятості: освіта, охорона здоров'я та соціальна допомога — 18,2 %, виробництво — 15,3 %, роздрібна торгівля — 13,6 %.